# Нахичевани, Ахмед-хан
Ахмед-хан Нахичевани (перс.  احمدخان نخجوان‎) — иранский военачальник, генерал-майор. Министр обороны Ирана, (13 сентября 1939 — 28 августа 1941).

## Биография
Ахмед-хан родился в 1893 года в азербайджанской семье в городе Тебриз (Иран) и был старшим сыном Али-хана Нахичевани. Он принадлежал к известному и влиятельному нахичеванскому клану Кенгерли, давшему Азербайджану множество выдающихся личностей — политиков, историков, ученых.
Ахмед-хан Нахичевани учился во Франции. По окончании школы он занимал в Тегеране различные малозначимые посты. Всё это время оставался близким другом Мохаммеда Реза Пехлеви. Был помощником принца. Между принцем и Ахмед-ханом установились близкие дружеские отношения.
Новый шах Мохаммед Реза был объявлен наследником ещё 1 января 1926 года. Он получил образование в Швейцарии, закончил офицерское училище в Тегеране. В 1938 году, возвращаясь из Европы, он побывал в Баку. В правление Резы он часто принимал участие в заседаниях правительства и фактически исполнял обязанности военного министра. Занимавший в тот период пост военного министра генерал Ахмед-хан Нахичевани в действительности являлся его помощником.
Бывший военный министр генерал Ахмед Нахичевани и начальник генерального штаба генерал Заргами впоследствии вели ожесточенную полемику на страницах газеты «Мехре Иран», обвиняя друг друга в преднамеренно слабой организации сопротивления союзникам, а выражавший взгляды либеральных кругов иранского офицерства генерал Бахрами па страницах газеты «Бахтар» доказывал, что Ирану не нужна была сильная армия
Военный министр Ахмед Нахичевани был уволен в отставку за отданный им приказ о прекращении огня, несмотря на решение меджлиса от 28 августа 1941 года, а командующий ВВС Ирана, также отдавший приказ о прекращении сопротивления, был убит.